# Mancomunitat Plana Alta
La Mancomunitat Plana Alta és una mancomunitat de municipis de la comarca del mateix nom. Aglomera 6 municipis i 10.032 habitants, en una extensió de 387,30 km². Actualment (2007) la mancomunitat és presidida per Vicente Sales Renau, del PSPV-PSOE i alcalde de l'ajuntament de Sant Joan de Moró. Les seues competències són únicament en matèria de serveis socials.
Els pobles que formen la mancomunitat són:
- Benlloc
- les Coves de Vinromà
- la Pobla Tornesa
- la Serra d'en Galceran
- Sant Joan de Moró
- Vilafamés